# Les Quatre Cents Farces du diable
Les Quat'Cents Farces du diable és una pel·lícula muda francesa de 1906 de Georges Méliès. La pel·lícula és una adaptació còmica actualitzada de la llegenda de Faust, que pren en préstec elements d'espectaculars de dues etapes féerie: Les Pilules du diable (1839), una clàssica fantasia escènica amb una comèdia espectacular, i Les Quatre Cents Coups du Diable (1905), una actualització satírica de Les Pilules du diable a la qual Méliès havia contribuït amb dues seqüències, una de les quals va incorporar a la present pel·lícula.
A més de dirigir-hi i actuar, Méliès va supervisar tots els aspectes del disseny i el treball de l'efecte truc de la pel·lícula, inclòs l'ús extensiu de la maquinària escènica, en el seu estil profusament individual, que ja era inusual a la indústria cinematogràfica francesa dominada per la producció en massa. La pel·lícula segueix les aventures d'un enginyer ambiciós que abandona la seva família i les seves responsabilitats quan intercanvia amb el Diable (interpretat pel mateix Méliès) per poders sobrehumans. L'enginyer es veu obligat a fer front a les conseqüències inesperades del seu bescanvi, inclòs un viatge vertiginós pel cel.

## Argument
Un enginyer i inventor anglès, William Crackford, rep la visita al seu taller per un missatger, que li diu que el famós alquimista Alcofrisbas està interessat a vendre-li un poderós talismà. Arribant al misteriós laboratori d'Alcofrisbas, on són atacats i confosos movent i transformant màgicament mobles, Crackford i el seu servent John expliquen a l'alquimista que esperen fer un viatge a gran velocitat arreu del món. Alcofrisbas es compromet a fer possible el viatge. Amb l'ajuda dels seus set ajudants de laboratori, Alcofrisbas fa un lot de grans píndoles màgiques per a l'enginyer i demostra que, llançant una píndola a terra, Crackford pot tenir qualsevol desig satisfet. Crackford, entusiasmat, no llegeix els termes del contracte que se li demana que signi i, per tant, no sap que acaba de vendre la seva ànima al Diable. Quan Crackford i John marxen, "Alcofrisbas" reprèn la seva veritable identitat—Mefistòfil—i es revela que els seus "assistents" són els Set Pecats Capitals.
Crackford torna a sopar a casa, on l'esperen la seva dona i les seves filles. Amb ganes de provar les píndoles, en tira una al terra. Immediatament, dos criats amb librea van esclatar d'un tronc, obrint-lo per revelar més criats i un bagul més petit, que l'obren per revelar encara més criats i un altre bagul, etc. el procés continua fins que el menjador s'omple de criats, que carreguen tots els mobles de Crackford, així com el mateix Crackford i la seva família, als baguls. En un tancar i obrir d'ulls, els bauls es converteixen en un tren en miniatura per a la família, conduït per John el criat. La gira d'alta velocitat de Crackford ha començat.
El petit tren surt de la ciutat, trobant-se amb el ridícul dels espectadors. En arribar al camp, la major part del tren i tota la família de Crackford es perden en un accident amb un pont enfonsat; Crackford, preocupant-se només de la seva gira mundial, continua sense desanimar-se. Crackford i John s'aturen a una fonda del poble, el propietari de la qual torna a ser Mefistòfil disfressat. Els dos viatgers troben els seus intents de menjar confosos per desaparicions i transformacions màgiques; desesperats, van a la cuina a menjar amb els criats, només per ser interromputs pels simis i els dimonis en un farsa pandemoni d'aparicions i desaparicions utilitzant totes les entrades i sortides possibles.
Fugint de la posada, els viatgers s'escapen en un boquet, que Mefistòfil transforma ràpidament en un carruatge màgic fet d'estrelles i cometes i tirat per un cavall mitològic estrany. Mefistòfil, seguint els viatgers en un automòbil, els condueix pel vessant del Vesuvi i directament en una erupció. En un esclat de lava i flames, el carruatge infernal és llançat al cel i fa un viatge per l'espai, volant per sobre d'estrelles i planetes. En xocar amb una tempesta, el carruatge esclata; Crackford i John cauen per l'espai i xoquen contra el sostre d'un menjador. De la mateixa manera que Crackford creu que està a punt de menjar-se un mos per fi, sembla que Mefistòfil compleix els termes del contracte. Crackford és conduït a l'Inframón, on els dimonis alegres el fan girar sobre les flames infernals.

## Antecedents

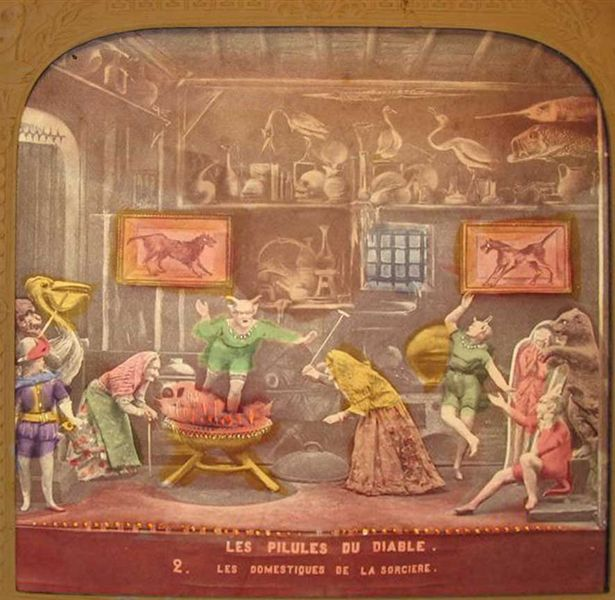
Imatge estereoscòpica d'una escena de Les Pilules du diable

El 16 de febrer de 1839 es va estrenar al Théâtre National de Cirque-Olympique de París Les Pilules du diable, un espectacular escenari escrit per Ferdinand Laloue, Auguste Anicet-Bourgeois i Clement-Philippe Laurent. L'obra va ser reviscolada amb freqüència i va ser acceptada com un dels clàssics del gènere féerie, un gènere popular francès conegut pels seus valors de producció luxosos i arguments fantàstics. L'obra segueix una persecució estranya, estesa i sobrenatural en la qual dos joves amants, Isabelle i Albert, han de fugir constantment d'un ric hidalgo, Sottinez, que lluita per la mà d'Isabelle en matrimoni.
Una nova adaptació de l'obra clàssica, Les Quatre Cents Coups du diable de Victor de Cottens i Victor Darlay, es va estrenar el 23 de desembre de 1905 al Théâtre du Châtelet. Aquesta versió de l'obra, tot i que encara es troba en la tradició fantasíaca de la fantasia elaborada en escena, va introduir un escenari modernitzat així com un element de sàtira escèptica a la història. La versió de De Cottens–Darlay es va centrar en un geni bo que viatja a la Terra per lluitar contra el diable; aviat es veu embolicat en la recerca de tres encants màgics que el Diable pretén utilitzar com a poders sobrenaturals.
Méliès havia treballat prèviament amb De Cottens a la revista Folies Bergère de 1904, per a la qual Méliès va produir una seqüència de pel·lícules satíriques sobre Leopold II de Bèlgica; la seqüència es va projectar en tres-centes representacions de la revista, i més tard va ser llançada comercialment per l'estudi de Méliès com a Le Raid Paris-Monte Carlo en deux heures. Per Les Quatre Cents Coups du diable, De Cottens i Darlay van encarregar a Méliès la realització de dos curtmetratges per projectar-los com a part de l'entreteniment. Un d'ells, per a l'escena titulada "Le Voyage dans l'éspace", mostrava el bon geni viatjant del cel a la Terra en un taxi celeste (i, en un nivell més pràctic, ple el temps necessari per a un canvi d'escena elaborada que passa just darrere de la pantalla). L'altra seqüència filmada va ser "Le Cyclone". Méliès també va aportar material al guió de la producció, que va ser un èxit marcat, amb unes cinc-centes representacions. La crítica contemporània va destacar les contribucions filmades de Méliès, i la seva integració a l'escenari espectacular, per elogis particulars.

## Producció
Després de treballar a Les Quatre Cents Coups du diable, Méliès va optar per convertir la seqüència filmada "Le Voyage dans l'espace" en una pel·lícula independent. El nou material es va fer almenys sis mesos després de les seqüències originals filmades, amb diferents actors, inclòs el mateix Méliès com a Mefistòfil. Tot i que alguns elements de la pel·lícula es deriven de l'obra, Méliès va idear una nova trama, i va modificar la redacció del títol francès de Les Quatre Cents Coups du Diable a Les Quat'Cents Farces du diable per evitar qüestions de copyright. (Méliès finalment va reutilitzar l'altra seqüència filmada de l'obra, "Le Cyclone", com a escena de la seva pel·lícula posterior Robert Macaire et Bertrand, les rois de cambrioleurs.
Les Quatre Cents Farces du diable està fortament influenciada per la llegenda de Faust, però manté el to còmic modernitzat de les féeries. obra, com un pacte amb el Diable, un viatge celeste i una escena final triomfal a l'infern; de fet, el final de la pel·lícula s'assembla molt a l'anterior de Méliès Faust aux enfers, amb el seu paisatge detallat i els dimonis amb ales de ratpenat. L'escena de la cuina amb una coreografia farsa, el ritme trepidant de la qual recorda Sorcellerie culinaire (1904), reprodueix fidelment la maquinària escènica i escènica que s'havia utilitzat tradicionalment per al escena equivalent a Les Pilules du diable des de 1839.
La pel·lícula es va fer principalment a l'estudi de Méliès, amb les escenes a l'aire lliure del poble italià rodades a l'exterior, al jardí de la propietat de la família Méliès a Montreuil-sous-Bois. Els molts efectes especials de la pel·lícula es van crear utilitzant escamoteig, exposició múltiple, i especialment una gran quantitat de maquinària escènica, com ara trapes, obertures a l'escenari, telons de fons rodants, pirotècnia, i un model de volcà que Méliès havia utilitzat anteriorment a la seva pel·lícula Éruption volcanique à la Martinique (1902).

## Llançament
Les Quatre Cents Farces du diable va ser estrenat per la Star Film Company de Méliès i està numerat del 849 al 870 als seus catàlegs, on s'anuncia com una grande pièce fantastique en 35 tableaux. En un anunci, Méliès va destacar la unitat creativa de la pel·lícula assenyalant que ell era personalment responsable de l'escenari, els efectes i el disseny de la producció, en marcat contrast amb el procés impersonal de producció en massa que ja s'utilitzava a l'estudi rival Pathé. En la seva dedicació al procés individual, Méliès continuaria contrastant amb els estudis més grans durant els anys següents.
Les impressions de la pel·lícula sobreviuen, i una restauració del conservador de pel·lícules David Shepard, que incorpora fragments colorida a mà, es va publicar al vídeo domèstic el 2008.